# Poliopaschia brachypalpia
Poliopaschia brachypalpia är en fjärilsart som beskrevs av George Francis Hampson 1916. Poliopaschia brachypalpia ingår i släktet Poliopaschia och familjen mott. Inga underarter finns listade i Catalogue of Life.